# Antonio Castro Bobillo

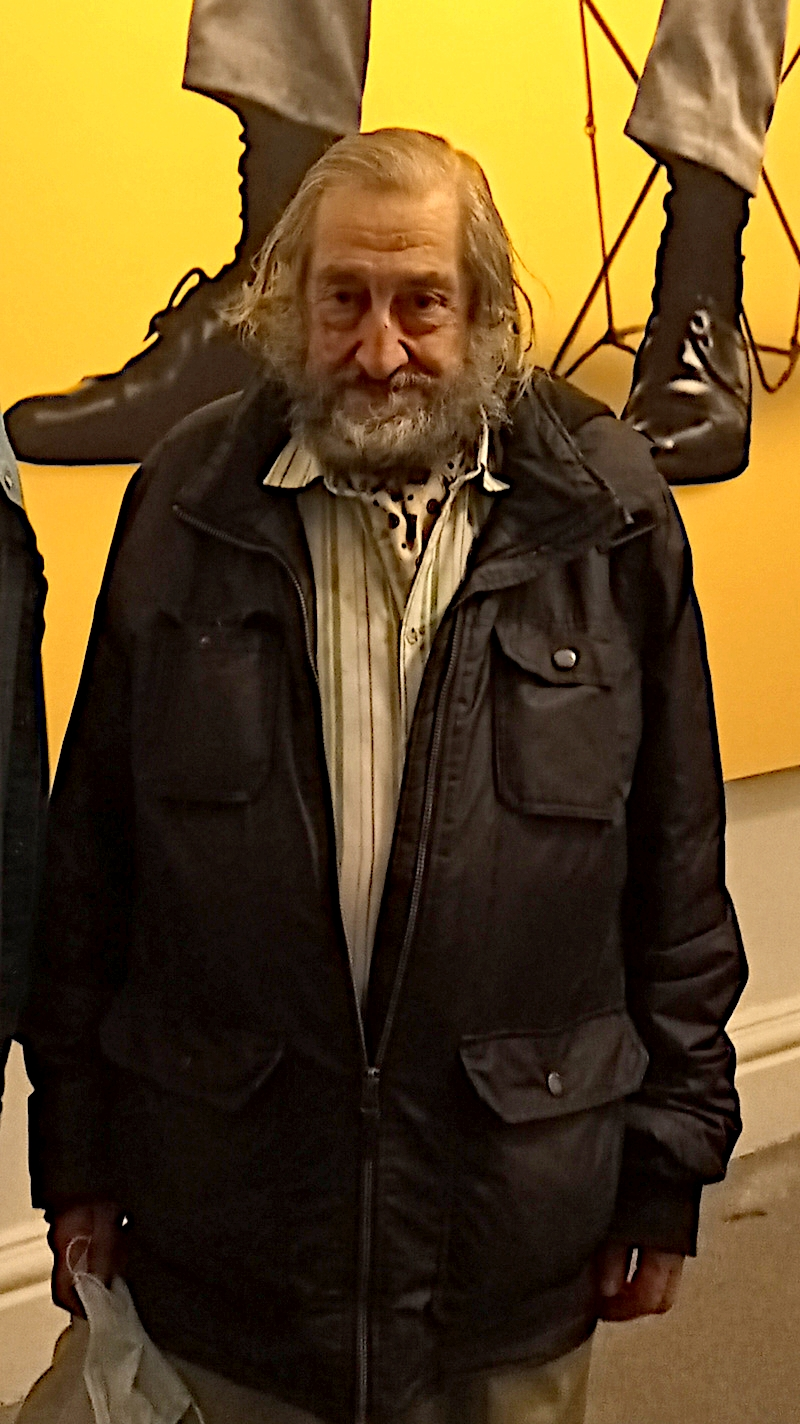
Madrid, 2019.

Antonio Castro Bobillo (Valladolid, 1943; Madrid, 2024), fue un crítico de cine, realizador de televisión y profesor titular de Comunicación Audiovisual en la Universidad Complutense de Madrid, especializado en Narrativa Cinematográfica.

## Reseña biográfica
Doctor en Derecho y en Ciencias de la Información y diplomado en Dirección en la Escuela Oficial de Cinematografía (Madrid).
Desde 1964 publica en destacadas revistas especializadas en cine, como Nuestro Cine, Film Ideal, Cinema Universitario, Primer Plano y Dirigido por.
Director del GIIAC (Grupo Internacional de Investigación y Análisis Cinematográfico), que en la Facultad de Ciencias de la Información de la Universidad Complutense de Madrid organizó dos relevantes congresos internacionales: en el año 2000 uno sobre Luis Buñuel, con motivo del centenario de su nacimiento, donde se aportaron datos claves para entender su vida y obra; y otro para conmemorar el sexagésimo aniversario del Comité de Actividades Antiamericanas (HUAC) presidido por el senador McCarthy, que desencadenó la «caza de brujas» sobre la industria del cine en Estados Unidos. Entre los frutos de este último congreso se tiene la adquisición de las actas de todas las sesiones de dicho comité por parte de la Facultad organizadora. Fue editor de sendos volúmenes con los trabajos de los participantes en ambos congresos.
Tiene terminados un libro de entrevistas con Luis Buñuel y una adaptación fílmica de San Manuel mártir de Miguel de Unamuno.

## Publicaciones
- El cine español en el banquillo. Valencia: Fernando Torres Editor, 1974. ISBN 84-7366-012-9. Entrevistas a 29 directores españoles de cine
- Rebelde sin causa y La Chaqueta Metálica. Barcelona: Dirigido por. 1994. ISBN 84-87270-06-9
- Miradas sobre el mundo, veinte conversaciones con cineastas. Cáceres: Asociación Cinéfila. 2000. ISBN 84-931551-2-8
- obsesionesESbuñuel (Edición e Introducción). Madrid: Ocho y Medio, 2001. ISBN 84-931376-7-7
- André Delvaux. Bilbao: Museo de Bellas Artes. 2004. ISBN 84-87184-85-5
- Listas negras en Hollywood. Radiografía de una persecución (Edición y capítulo «Así se escribe la historia»). Madrid: UCM e Instituto Buñuel. 2009. ISBN 978-84-96702-29-5
- Las películas de Almodóvar (Edición e introducción). Madrid: Ediciones JC. 2010. ISBN 978-84-89564-66-4
- Juan Antonio Bardem : testimonio y compromiso. Madrid: Ediciones JC. 2013. ISBN 978-84-89564-72-5